# クルーベ・アトレチコ・ド・ポルト
クルービ・アトレチコ・ドゥ・ポルト (ポルトガル語: Clube Atlético do Porto)は、ブラジル・ペルナンブーコ州カルアルを本拠地とするサッカークラブである。ポルト・デ・カルアル (ポルトガル語: Porto de Caruaru)、またはポルト-PE (ポルトガル語: Porto-PE)とも呼ばれている。

## 歴史
1993年7月30日設立。ペルナンブーコ州選手権では2003年に2部リーグで優勝している。同大会1部リーグの最高成績は1997年と1998年の準優勝。
最大のライバルは同じカルアルに本拠地を置くセントラルSCで、両者の対戦はクラシコ・マトゥトと呼ばれている。

## タイトル

### 国内タイトル
- カンピオナート・ペルナンブカーノ・セグンダ・ジヴィゾン : 1回
  - 2003

### 国際タイトル
なし

## 歴代監督
- ペリクレス・シャムスカ 1998

## 歴代所属選手
- カヌ 2005-2008
- ホジェリオ 2009-2010
- キロス 2011-2016
- ブーバ 2011